# På Herrens bord vi finner bröd
På Herrens bord vi finner bröd är en psalm med text och musik skriven 1986 av Lennart Jakobsson.

## Publicerad i
- Segertoner 1988 som nr 407 under rubriken "Den kristna gemenskapen - Nattvarden".[1]